# Mihályi
Mihályi è un comune di 1 139 abitanti situato nella contea di Győr-Moson-Sopron, nell'Ungheria nordoccidentale.